# آمازیا از یهودا
آمازیا از یهودا (یونانی: Αμασίας) نهمین پادشاه از پادشاهی یهودا و پسر و جانشین یهوآش یهودا بود.